# Litoralul austriac

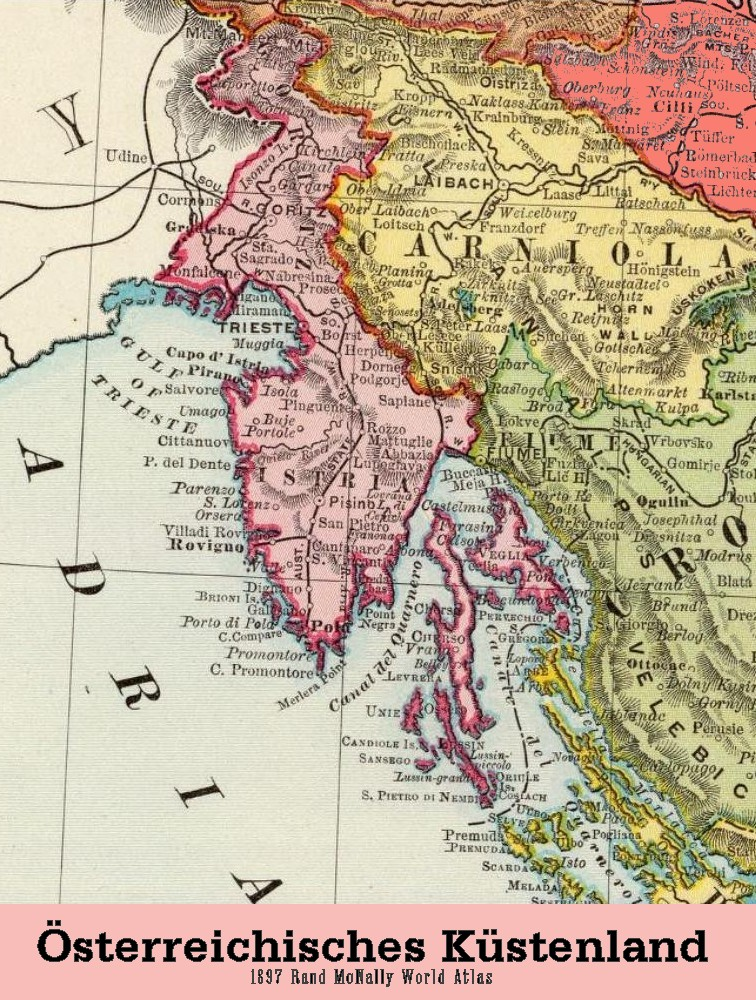
Litoralul austriac (1897)

Litoralul austriac (în germană Österreichisches Küstenland, adesea e folosită denumirea la plural Österreichischen Küstenlande a cărei traducere exactă este Țările de coastă austriece; în italiană Litorale Austriaco, în slovenă Avstrijska Primorska, în croată Austrijsko Primorje, în maghiară Tengermellék) au fost, începând cu sec. al XIV-lea, domeniile Habsburgilor în partea de nord-est a Adriaticii.
În perioada 1849–1861, Litoralul austriac a fost o țară în Imperiul Austriac; până în 1918, denumirea globală de Litoralul (iliric) austriac a desemnat cele trei țări care, după 1867, au intrat în componența Cisleithaniei
- Margraviatul Istriei,
- Comitatul Princiar Gorizia și Gradisca și
- Orașul liber imperial Triest cu regiunea lui

până la destrămarea Austro-Ungariei în 1918.